# Círculo Deportivo de Comandante Nicanor Otamendi
Círculo Deportivo de Comandante Nicanor Otamendi es una institución social, cultural y deportiva perteneciente a la localidad de Comandante Nicanor Otamendi  del partido de General Alvarado, en el interior de la Provincia de Buenos Aires, Argentina, cuya principal actividad es el fútbol. Su sede se ubica en Bolívar 146, mientras que el Campo de Deportes está situado en San Martín 62.

## Historia
Fue fundado el 23 de diciembre de 1921 como Círculo Sportivo. En 1948, por decreto gubernamental, cambió a su nombre actual.
En otros tiempos tenía la disciplina deportiva de Bochas, el 12 de octubre de 1947, recibió en su Club, al primer equipo de Bochas del Club Atlético Boca Juniors. Donde disputaron una serie de partidos amistosos.    
Cuenta con el privilegio de ser el único club del partido de Alvarado que ha participado en el Torneo Nacional de la Primera División de Argentina. En las 2 ediciones que disputó, a pesar de ser rápidamente eliminado, cosechó 2 victorias y 5 empates, uno de estos últimos ante San Lorenzo de Almagro en el antiguo Gasómetro.
Al ganar el Torneo Regional Federal Amateur 2019, obtuvo el ascenso al Torneo Federal A. 
Clasificó por primera vez a la Copa Argentina en la edición 2019-20.

## Jugadores

### Plantel 2023
- Los equipos argentinos están limitados a tener un cupo máximo de seis jugadores extranjeros, aunque solo cinco podrán firmar la planilla del partido

Gonzalo Quiroga, Sebastián Batista, Agustín Restovich y Julian Duhalde a Atl. Mar del Plata 
Liga Local
Arqueros: Sebastián Ezequiel Nieto: Inferiores 
Defensores: Gonzalo Luis Quiroga, Alan Catriel Golia, Esteban Fourcade, Gonzalo Luis Quiroga, Santiago Filippini: Inferiores 
Mediocampistas: Iván Marcelo López: Inferiores; Iñaki Ayala: ex Dep. El Leon (Gral. Madariaga); Pedro Bautista Barberini: ex Union Dep. Catriel; Daniel Beguiristain; ex Union (MdP)
Delanteros: Emanuel Francisco Pennisi

### Mercado de pases

#### Altas 2023
| Verano                |                  |                            |                  |  |  |  |
| Pablo Semeniuk        | Director técnico | Colón de Colonia Caroya    | Libre.           |  |  |  |
| Mateo Parin           | Arquero          | Aldosivi                   | Libre.           |  |  |  |
| Federico Tursi        | Arquero          | Acassuso                   | Libre.           |  |  |  |
| Iván Carbajo          | Defensor         | SUR-CAR de Oruro           | Libre.           |  |  |  |
| Samuel Cotto          | Defensor         | Altos Hornos Zapla         | Libre.           |  |  |  |
| Facundo Cozzi         | Defensor         | Defensa y Justicia         | Libre.           |  |  |  |
| Gabriel Ferro         | Defensor         | Acassuso                   | Libre.           |  |  |  |
| Guillermo Pfund       | Defensor         | Desamparados de San Juan   | Libre.           |  |  |  |
| Damián Schvindt       | Defensor         | Atlético Paraná            | Libre.           |  |  |  |
| Bruno Vedda           | Defensor         | Atlético Mar del Plata     | Fin de préstamo. |  |  |  |
| Martín Villar         | Defensor         | Santamarina de Tandil      | Libre.           |  |  |  |
| Joaquín Bassani       | Volante          | Talleres de Córdoba        | Préstamo.        |  |  |  |
| Jeremías Bertacin     | Volante          | Talleres de Córdoba        | Préstamo.        |  |  |  |
| Francisco De Souza    | Volante          | Gimnasia y Esgrima (CdU)   | Libre.           |  |  |  |
| Matías Dolce          | Volante          | Liniers                    | Libre.           |  |  |  |
| Sebastián Heredia     | Volante          | Camioneros de Córdoba      | Libre.           |  |  |  |
| Yoel Juárez           | Volante          | Aldosivi                   | Préstamo.        |  |  |  |
| Joaquín Rikemberg     | Volante          | Colón de Colonia Caroya    | Libre.           |  |  |  |
| Eduardo Scasserra     | Volante          | Juventud Unida de San Luis | Libre.           |  |  |  |
| Hernán Zubillaga      | Volante          | Aldosivi                   | Libre.           |  |  |  |
| Ezequiel Denis        | Delantero        | Real España                | Libre.           |  |  |  |
| Diego Martínez        | Delantero        | Kimberley de Mar del Plata | Fin de préstamo. |  |  |  |
| Axel Pereyra          | Delantero        | Talleres de Córdoba        | Préstamo.        |  |  |  |
| Lautaro Ruiz Martínez | Delantero        | Estudiantes de La Plata    | Libre.           |  |  |  |
| Cristian Taborda      | Delantero        | Cipolletti de Río Negro    | Libre.           |  |  |  |
|                       |                  |                            |                  |  |  |  |
| Invierno              |                  |                            |                  |  |  |  |
| Bandera de ?          |                  | Bandera de ?               |                  |  |  |  |

#### Bajas 2023
| Verano               |                  |                               |                        |  |  |  |
| Marcelo Straccia     | Director técnico | -                             | Fin de contrato.       |  |  |  |
| Tomás Casas          | Arquero          | Independiente de San Cayetano | Fin de contrato.       |  |  |  |
| Sebastián Nieto      | Arquero          | -                             | Fin de contrato.       |  |  |  |
| Diego Pave           | Arquero          | Altos Hornos Zapla            | Fin de contrato.       |  |  |  |
| Bruno Abaca          | Defensor         | -                             | Fin de contrato.       |  |  |  |
| Alan Golia           | Defensor         | -                             | Fin de contrato.       |  |  |  |
| Matías Leguizamón    | Defensor         | -                             | Fin de contrato.       |  |  |  |
| Juan Ignacio Motroni | Defensor         | Germinal de Rawson            | Fin de contrato.       |  |  |  |
| Gonzalo Ramírez      | Defensor         | Germinal de Rawson            | Fin de contrato.       |  |  |  |
| Cristian Sain        | Defensor         | -                             | Fin de contrato.       |  |  |  |
| Facundo Vilanoba     | Defensor         | Boxing Club de Río Gallegos   | Fin de contrato.       |  |  |  |
| Agustín Amato        | Volante          | -                             | Fin de contrato.       |  |  |  |
| Alejandro Avallay    | Volante          | -                             | Fin de contrato.       |  |  |  |
| Enzo Benítez         | Volante          | Colegiales                    | Fin de contrato.       |  |  |  |
| Francisco Leonardo   | Volante          | Ferro de General Pico         | Fin de contrato.       |  |  |  |
| Iván López           | Volante          | -                             | Fin de contrato.       |  |  |  |
| Martín Lucero        | Volante          | Colegiales                    | Fin de préstamo.       |  |  |  |
| Matías Maidana       | Volante          | Leandro N. Alem               | Rescisión de contrato. |  |  |  |
| Juan Pablo Ocampo    | Volante          | -                             | Fin de contrato.       |  |  |  |
| Raúl Pérez           | Volante          | Retiro.                       | Fin de contrato.       |  |  |  |
| Ezequiel Straccia    | Volante          | -                             | Fin de contrato.       |  |  |  |
| Nicolás Straccia     | Volante          | Luján                         | Fin de contrato.       |  |  |  |
| Matías Ahumada Acuña | Delantero        | Estudiantes de San Luis       | Fin de contrato.       |  |  |  |
| Pedro Barberini      | Delantero        | -                             | Fin de contrato.       |  |  |  |
| Imanol Enríquez      | Delantero        | Deportivo Maipú               | Préstamo.              |  |  |  |
| Nahuel Luna          | Delantero        | Victoria                      | Fin de contrato.       |  |  |  |
|                      |                  |                               |                        |  |  |  |
| Invierno             |                  |                               |                        |  |  |  |
| Bandera de ?         |                  | Bandera de ?                  |                        |  |  |  |

## Datos del club
- Participación en Primera División: 2 (Torneo Nacional 1977, Torneo Nacional 1985).
- Temporadas en Torneo Federal A: 5 (2019/20-2024)[4]
- Temporadas en Cuarta categoría: 3

- Temporadas en Torneo Federal B: 2
- Temporadas en Torneo Regional Federal Amateur: 1

- Temporadas en Quinta categoría: 4.

- Temporadas en Torneo del Interior: 2.
- Temporadas en Torneo Federal C: 2.

## Palmarés

### Torneos Nacionales (1)
- Ganador del Torneo Regional Federal Amateur 2019 (ascenso al Torneo Federal A).

### Torneos Regionales (14)
- Primera División de la Liga Marplatense de fútbol: 7 (1960, 1976, 1984, 1985, 2005, 2015, 2017).

- Segunda División de la Liga Marplatense de fútbol: 1 (1958).

- Liga de fútbol de General Alvarado: 8 (1941, 1942, 1943, 1944, 1945, 1946, 1947, 1948)

## Rivalidades
Su clásico rival es el Club Atlético Juventud Unida de su misma localidad, y además mantiene una rivalidad con el marplatense Club Atlético Kimberley.